# Plateosaurus
Plateosaurus è un genere estinto di dinosauro plateosauride vissuto nel Triassico superiore, circa 214-204 milioni di anni fa, in quella che oggi è l'Europa. Plateosaurus è considerato un rappresentante arcaico dei sauropodomorfi (il grande gruppo di dinosauri comprendente anche i grandi sauropodi del Mesozoico, come Apatosaurus). Nonostante siano state istituite varie specie, a partire dal 2011 sono riconosciute solo due specie: la specie tipo P. engelhardti, vissuta dalla fine del Norico fino al Retico, e la più antica P. gracilis, vissuta nei primi del Norico. La maggior parte delle altre presunte specie assegnate al genere è stata ricondotta a una di queste due specie o ad altri plateosauridi. Allo stesso modo, esiste una pletora di sinonimi (nomi duplicati non validi) a livello del genere.
Scoperto nel 1834 da Johann Friedrich Engelhardt e descritto solo tre anni dopo da Hermann von Meyer, il Plateosaurus è stato il quinto genere di dinosauro il cui nome è tuttora considerato valido. Sebbene fosse stato descritto in precedenza da Richard Owen, fu affiliato all'interno di Dinosauria solo nel 1842, e non fu uno dei tre generi utilizzati da Owen per definire il gruppo, poiché all'epoca si conosceva ancora troppo poco sull'animale. Oggi, invece, è uno dei dinosauri meglio conosciuti dalla scienza: sono stati trovati più di 100 scheletri, alcuni dei quali quasi completi. L'abbondanza dei suoi fossili in Svevia e in Germania gli ha valso il soprannome di Schwäbischer Lindwurm (parola sveva per "Lindworm").
Plateosaurus era un erbivoro bipede dotato di una piccola testa posta in cima a un lungo collo flessibile. La bocca era armata di grossi e taglienti denti adatti alla frantumazione del materiale vegetale di cui si nutriva. Il corpo era forma di botte ed era sorretto da massicce zampe posteriori, mentre gli arti anteriori erano più corti ma ugualmente muscolosi e dotati di tre dita armate di grossi artigli, probabilmente usati per la raccolta del cibo o per difesa. Insolitamente per un dinosauro, il Plateosaurus mostra una forte plasticità dello sviluppo: invece di avere dimensioni abbastanza uniformi negli adulti, gli individui completamente sviluppati raggiungevano una lunghezza compresa tra i 4,8 e i 10 metri, per un peso tra i 600 e i 4.000 chilogrammi. Dai fossili si è dedotto che la vita media di questi animali si aggirava tra i 12 e i 20 anni, sebbene la durata massima della vita non sia nota.
Nonostante la grande quantità e la qualità eccellente del materiale fossile, il Plateosaurus è stato per lungo tempo uno dei dinosauri più fraintesi di sempre. Molti ricercatori hanno proposto varie teorie che si sono poi scontrate con le evidenti prove geologiche e paleontologiche, ma che sono diventate il paradigma dell'opinione pubblica. Dal 1980, la tassonomia, la tafonomia, la biomeccanica e la paleobiologia di Plateosaurus sono state ristudiate nel dettaglio, alterando l'interpretazione della biologia dell'animale, della sua postura e del suo comportamento.

## Descrizione

Confronto delle dimensioni di quattro esemplari di Plateosaurus che rappresentano due specie

Plateosaurus aveva la tipica forma del corpo di un dinosauro bipede erbivoro: cranio piccolo, collo lungo e flessibile composto da 10 vertebre cervicali, un corpo tozzo e una lunga coda mobile formata da almeno 40 vertebre caudali. Le braccia di Plateosaurus erano piuttosto brevi, anche rispetto alla media dei prosauropodi. Tuttavia, erano molto muscolose e robuste, con mani adattate ad afferrare oggetti in una potente presa. La cintura scapolare era stretta (spesso disallineata nei supporti scheletrici), con le clavicole che toccavano la linea mediana del corpo, come negli altri sauropodomorfi basali. Gli arti posteriori erano posizionati sotto il corpo, con ginocchia e caviglie leggermente flesse, mentre il piede era digitigrado, vale a dire che l'animale camminava sulle dita. Le proporzioni tra la lunghezza complessiva della gamba e quella del metatarso indicano che Plateosaurus poteva correre relativamente velocemente sui suoi arti posteriori. La coda era tipica dei dinosauri: molto muscolosa e con un'elevata mobilità.

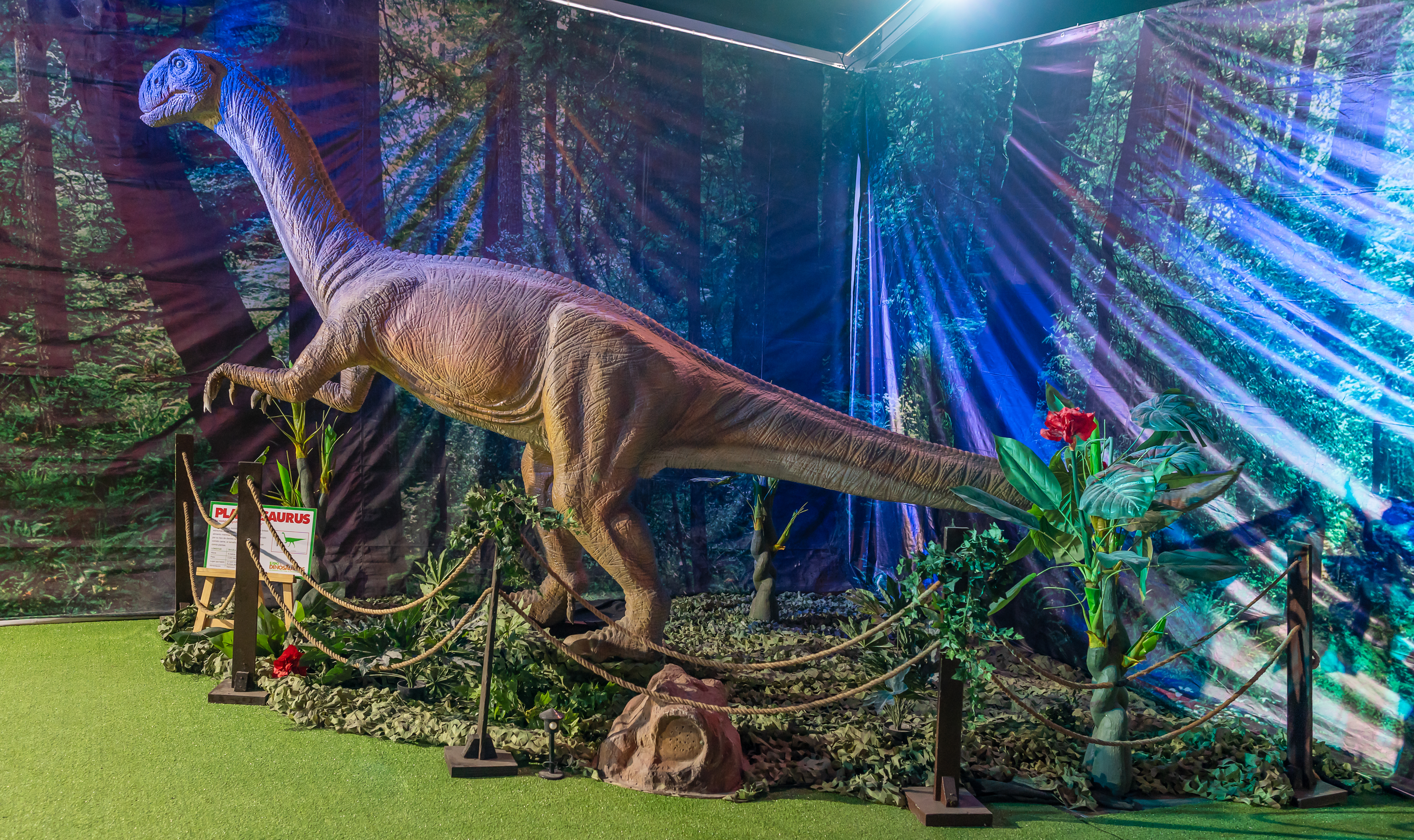
Ricostruzione museale

Il cranio di Plateosaurus era piccolo e stretto, rettangolare in vista laterale e quasi tre volte più lungo che largo in vista dorsale. Era presente inoltre un'apertura temporale laterale sul retro del cranio. La grande orbita rotonda, la finestra antorbitale e l'apertura delle narici avevano quasi le stesse dimensioni. I denti erano piccoli e numerosi, a forma di foglia e disposti in batterie: nella premascella erano presenti da 5 a 6 denti, da 24 a 30 per ciascun lato della mascella e da 21 a 28 per ciascun lato della mandibola. Le spesse corone dei denti, a forma di foglia e seghettate per metà, erano adatte a schiacciare e sminuzzare il materiale vegetale. La bassa posizione della mandibola forniva ai muscoli masticatori una grande leva, suggerendo che Plateosaurus avesse un morso potente. Queste caratteristiche indicano che l'animale si nutriva principalmente o esclusivamente di piante. Gli occhi erano rivolti lateralmente, e non frontalmente, fornendo una visione panoramica utile per individuare potenziali predatori. Alcuni scheletri conservano ancora l'anello sclerotico.

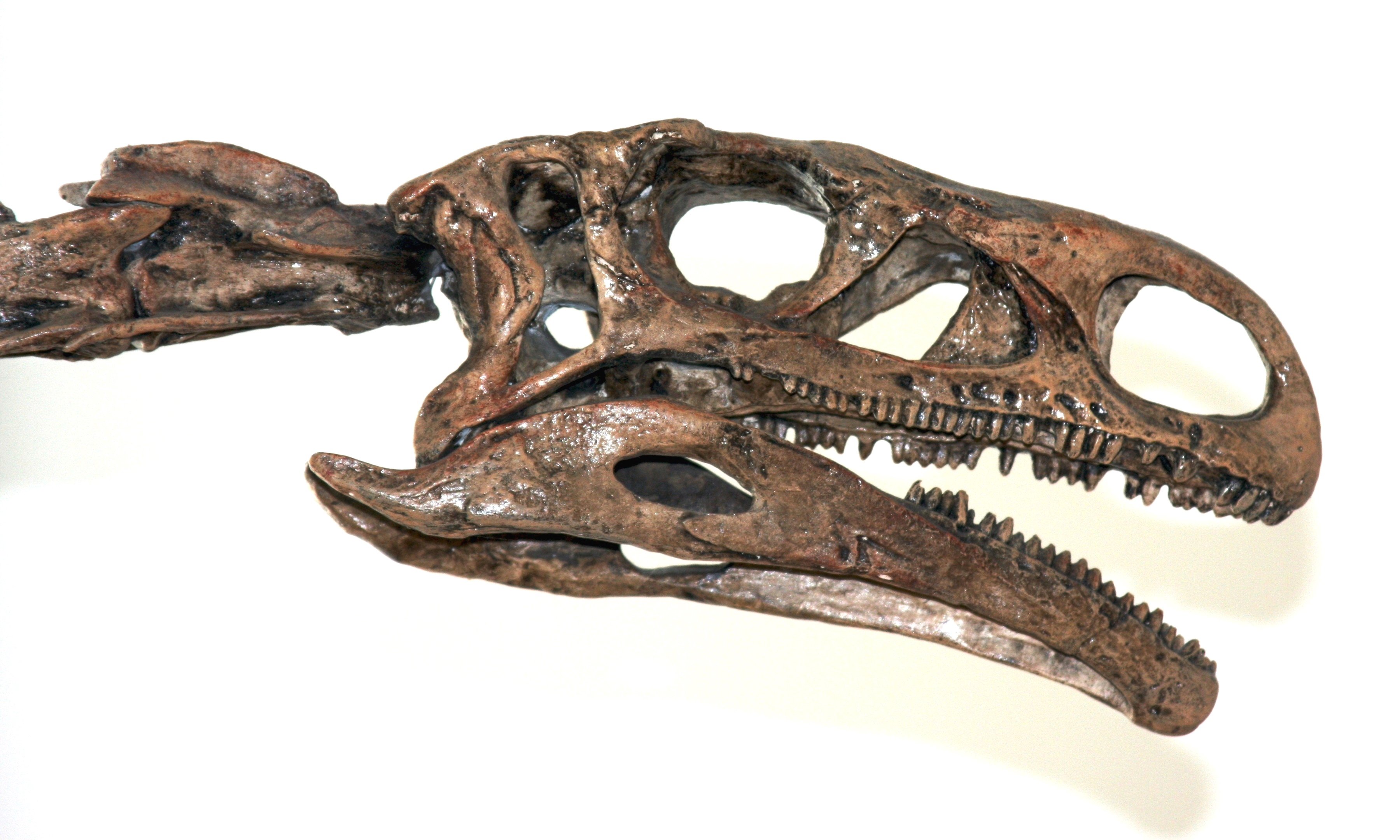
Cranio di P. engelhardti

Le costole erano collegate alle vertebre dorsali tramite due articolazioni che agivano insieme come una sorta di cerniera, permettendo ai ricercatori di ricostruire le posizioni inalatoria ed esalatoria della gabbia toracica. La differenza di volume tra queste due posizioni definisce il volume e il ricambio dell'aria (cioè la quantità d'aria spostata a ogni respiro), stimato in circa 20 litri per un individuo di P. engelhardti con un peso di circa 690 kg, ovvero 29 ml/kg di peso corporeo. Si tratta di un valore tipico per gli uccelli, ma non per i mammiferi, il che indica che Plateosaurus probabilmente aveva uno stile di respirazione polmonare molto più simile a quello degli uccelli moderni, anche se gli indicatori di pneumaticità postcraniale (ossia la presenza di alveoli polmonari che invadono le ossa per ridurne il peso) sono stati ritrovati solo in pochi individui, e riconosciuti soltanto nel 2010. In combinazione con l'evidenza istologica delle ossa, ciò ha suggerito che Plateosaurus fosse endotermico.
La specie tipo di Plateosaurus è P. engelhardti. Gli adulti di questa specie potevano raggiungere una lunghezza compresa tra 4,8 e 10 metri, per un peso variabile tra i 600 e i 4.000 chilogrammi. La specie geologicamente più antica, P. gracilis (originariamente classificata come Sellosaurus gracilis), era un po' più piccola, con una lunghezza totale tra i 4 e i 5 metri.

## Classificazione
| Plateosauridae | \| \| Unaysaurus \| \| \| \| \| \| Plateosaurus \| \| \| \| |
|                | \| \| Unaysaurus \| \| \| \| \| \| Plateosaurus \| \| \| \| |
|                | Massopoda (ai sauropodi)                                    |
|                |                                                             |
|                | Unaysaurus                                                  |
|                |                                                             |
|                | Plateosaurus                                                |
|                |                                                             |

|  | Unaysaurus   |
|  |              |
|  | Plateosaurus |
|  |              |

Plateosaurus è un membro del gruppo dei primi dinosauri erbivori comparsi sulla terra, noti come "prosauropodi". Il nome del gruppo è obsoleto, come "Prosauropoda" ma non è un gruppo monofiletico (così dato tra virgolette), e la maggior parte dei ricercatori preferiscono il termine sauropodomorfi basali. Il Plateosaurus è stato il primo "prosauropode" ad essere stato descritto, e dà il nome alla famiglia dei plateosauridae, formata da Marsh, nel 1895. Inizialmente, quando il genere era poco conosciuto, fu incluso solo in Sauria, essendo una specie di rettile, ma non fu classificato in alcun taxon più ristretto. Nel 1845, von Meyer creò il gruppo Pachypodes (una defunto sinonimo junior di Dinosauria) per includervi Plateosaurus, Iguanodon, Megalosaurus e Hylaeosaurus. L'istituzione di plateosauridae fu proposta Othniel Charles Marsh, nel 1895, erroneamente all'interno di Theropoda. Più avanti fu spostato in "Prosauropoda" da von Huene, una disposizione che è stata accettata dalla maggior parte degli autori. Prima dell'avvento della cladistica in paleontologia nel corso del 1980, con la sua enfasi sui gruppi monofiletici (cladi), Plateosauridae è stata definita in modo impreciso, come un gruppo comprendente animali grandi, con grosse zampe, larghe mani e teschi relativamente pesanti, a differenza dei più piccoli "anchisauridi" e dei giganteschi "melanorosauridi". Una rivalutazione sui "prosauropodi"alla luce dei nuovi metodi di analisi ha portato alla riduzione di Plateosauridae. Per molti anni il clado includeva solo Plateosaurus e vari sinonimi minori, ma in seguito altri due generi sono stati considerati come appartenenti ad esso: Sellosaurus (oggi sinonimo di Plateosaurus), Jaklapallisaurus e Unaysaurus.
La specie tipo di Plateosaurus, P. engelhardti includeva "circa 45 frammenti di ossa",, di cui quasi la metà andarono persi. Il restante materiale è conservato presso l'Università Friedrich-Alexander di Erlangen-Norimberga, in Germania. Da queste ossa, il paleontologo tedesco Markus Moser, nel 2003, selezionò un sacrale parziale (serie di vertebre e l'anca fuse insieme) come lectotipo. Il tipo di località non si sa con certezza, ma Moser ha tentato di dedurre dalle pubblicazioni precedenti e dal colore e la conservazione delle ossa. Ha concluso che il materiale probabilmente proveniva dal "Buchenbühl", a circa 2 km (1,2 miglia) a sud di Heroldsberg.
L'esemplare tipo della specie P. gracilis, è invece formato da un postcranio incompleto, ed è conservato presso il Museo Staatliches für Naturkunde Stuttgart, in Germania, e la località dove è stato ritrovato è Heslach, un sobborgo della stessa città.

### Specie

#### Specie valide

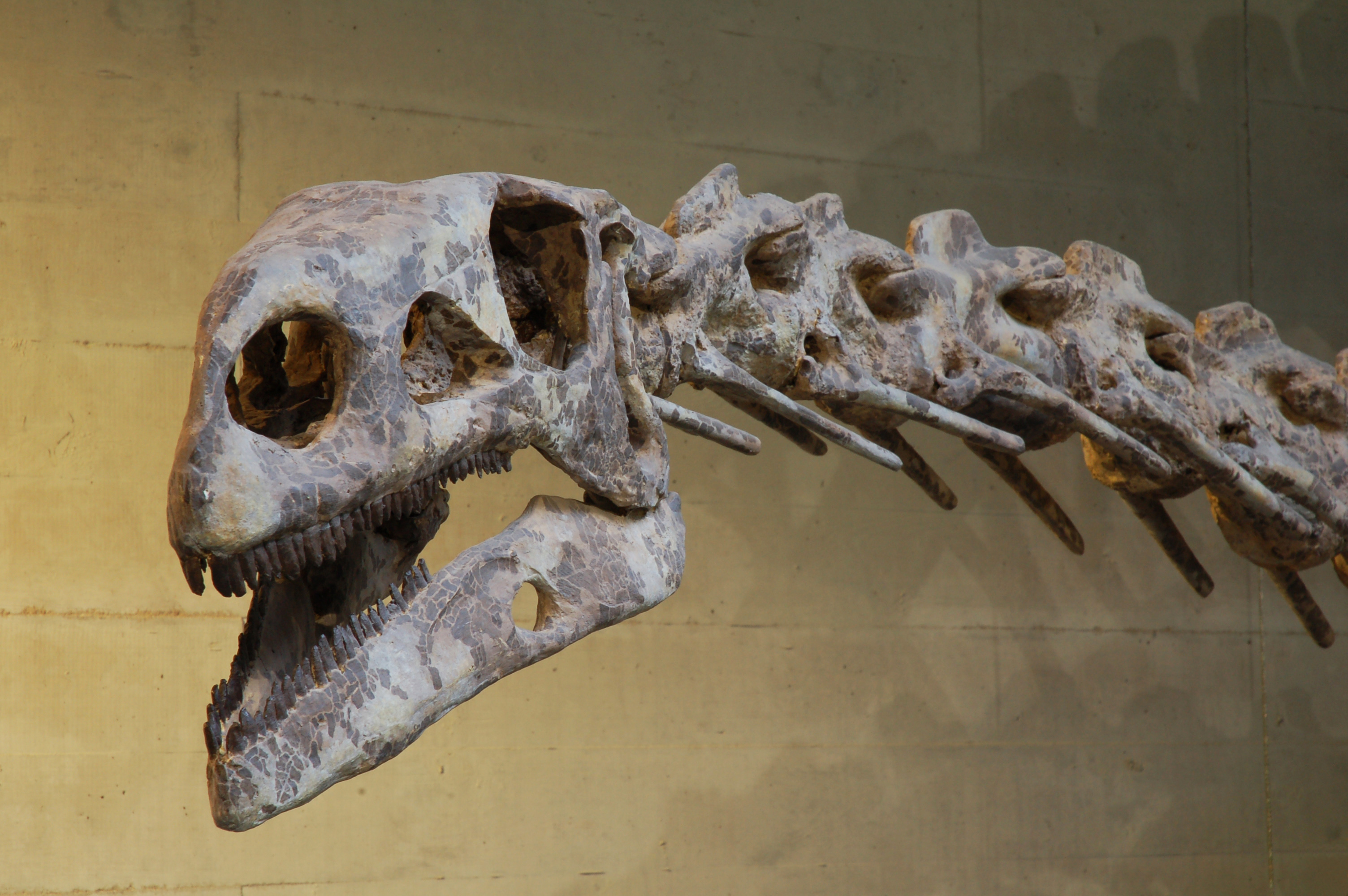
Cranio e parte del collo di Plateosaurus

La storia tassonomica di Plateosaurus è "lunga e confusa", "un groviglio caotico di nomi". A partire dal 2011, sono state riconosciute come valide solo due specie: la specie tipo P. engelhardti e P. gracilis, precedentemente conosciuto come Sellosaurus gracilis. Il paleontologo britannico Peter Galton ha dimostrato chiaramente che tutto il materiale cranico proveniente da Trossingen, Halberstadt e Frick, apparteneva ad una singola specie. Moser condusse un'indagine più completa e dettagliata di tutto il materiale dei plateosauridi della Germania e della Svizzera, concludendo che tutto il materiale di Plateosaurus e la maggior parte del materiale di prosauropode dal Keuper, apparteneva ad una sola specie, ossia Plateosaurus engelhardti. Moser considerava già allora Sellosaurus un sinonimo di Plateosaurus, ma non discusse sulla possibilità che S. gracilis e P. engelhardti fossero la stessa specie. Il paleontologo Adam Yates, dell'Università di Witwatersrand, gettò ulteriori dubbi sulla separazione del genere. Egli concluse che il materiale tipo di Sellosaurus gracilis, dovesse essere ridescritto come Plateosaurus gracilis, mentre il restante materiale doveva essere inserito nel vecchio genere Efraasia. Nel 1926, von Huene aveva già concluso che i due generi rappresentassero due specie dello stesso genere.
Tuttavia, Yates indicò che P. gracilis potesse essere un metataxon, il che significa che non vi è prova che il materiale assegnato sia monofiletico (ossia appartiene ad una sola specie), né che sia parafiletico (appartiene a diverse specie).
Alcuni scienziati considerano anche altre specie valide, come per esempio P. erlenbergensis. Tuttavia questi scienziati ignorano gli studi di Moser (2003); la pubblicazione, infatti, mostra che la specie tipo, P. engelhardti, è molto diagnostica e pertanto non è difficile ricollegare il materiale riconducibile ad essa.

#### Specie non valide

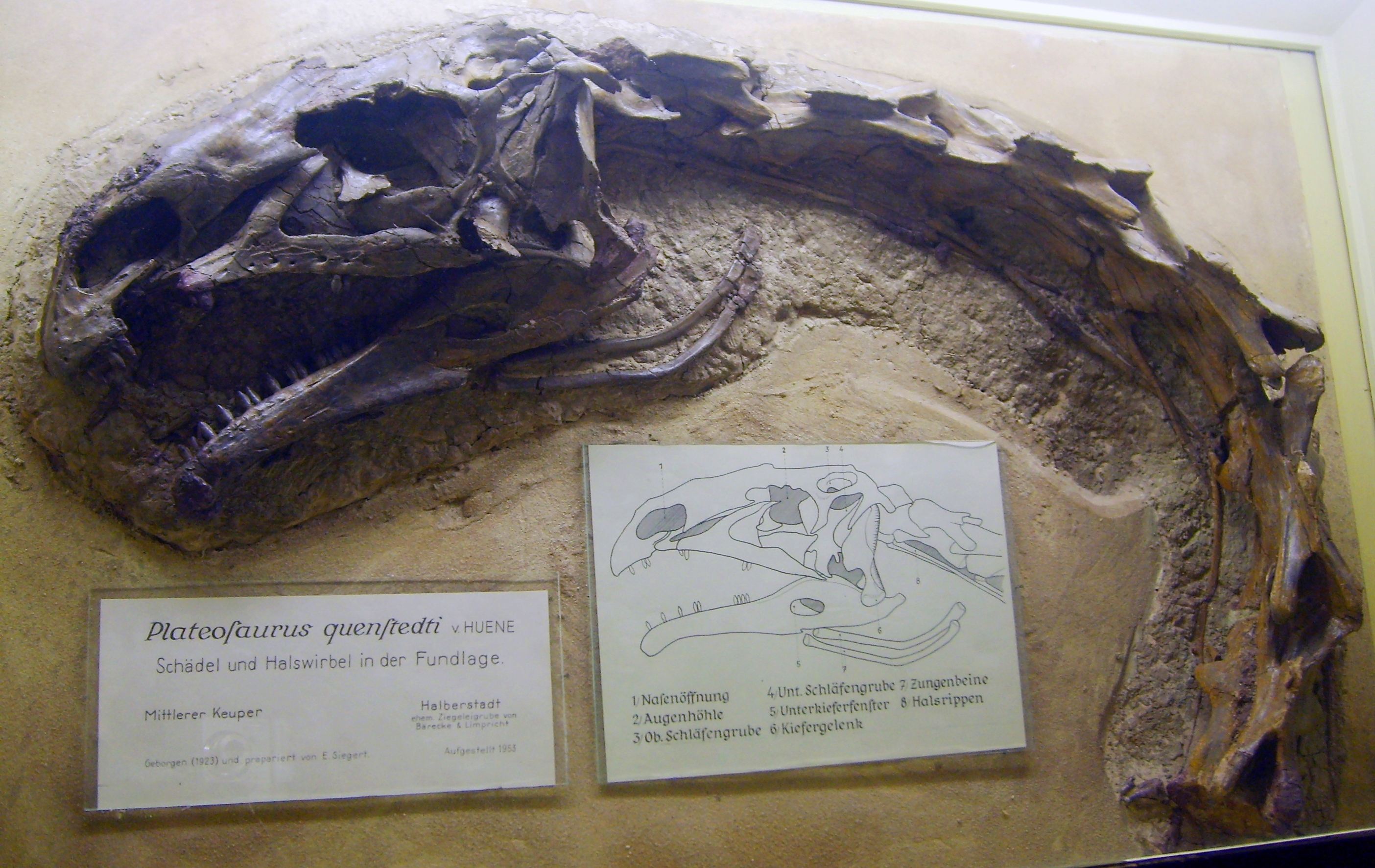
Cranio e collo della presunte specie P. quenstedti, oggi sinonimizzata con P. engelhardti, al Museum für Naturkunde di Berlino

Tutte le presunte specie di Plateosaurus nominate negli anni (tranne la specie tipo e la specie P. gracilis) si sono invece rivelate come sinonimi junior di P. engelhardti o non appartenenti al genere. Infatti, von Hueneref ha eretto come nuova specie ogni nuovo fossile relativamente completo, proveniente da Trossingen (in totale: tre specie di Pachysaurus e sette di Plateosaurus ) e da Halberstadt (una specie di Gresslyosaurus e otto di Plateosaurus). In seguito, egli fuse molte di queste specie, ma rimase convinto che vi fossero più di un genere e più di una specie di Plateosaurus, in entrambe le località. Jaekel credeva che il materiale proveniente da Halberstadt comprendeva diversi dinosauri plateosauridi, così come prosauropodi non-plateosauridi. La ricerca sistematica da Galton ha drasticamente ridotto il numero di generi e di specie. Galton sinonimizzò tutto il materiale cranico, e ha descrisse le differenze tra i sintipi di P. engelhardti e il materiale di Trossingen, facendo riferimento a P. longiceps. Galton descrisse le specie P. trossingensis, P. fraasianus e P. integer come identiche a P. longiceps. Markus Moser, tuttavia, dimostrò che P. longiceps è di per sé un sinonimo junior di P. engelhardti. Inoltre, una gran varietà di specie di altri generi sono stati creati per il materiale appartenente a P. engelhardti, tra cui Dimodosaurus poligniensis, Gresslyosaurus robustus, Gresslyosaurus torgeri, Pachysaurus ajax, Pachysaurus giganteus, Pachysaurus magnus e Pachysaurus wetzelianus. Il cranio, catalogato come AMNH FARB 6810, è il cranio meglio conservato di Plateosaurus e fu smonatato durante la preparazione ed è quindi disponibile come ossa separate, ed è stato descritto di nuovo nel 2011. Gli autori di tale pubblicazione, i paleontologi Albert Prieto-Márquez e Mark A. Norell, riferiscono che il cranio appartenesse alla specie P. erlenbergensis, specie eretta nel 1905 da Friedrich von Huene. Se l'olotipo della specie P. erlenbergensis è diagnostico (vale a dire, ha abbastanza caratteri per essere distinti dagli altri materiali), è il nome corretto per il materiale assegnato a P. longiceps Jaekel, 1913. Tuttavia, secondo l'ultimo studio dettagliato del materiale olotipo di P. engelhardti da Markus Moser, P. erlenbergensis è un sinonimo junior di P. engelhardti.
Oltre ai fossili chiaramente appartenenti a Plateosaurus, è presente molto del materiale di prosauropode, proveniente da Knollenmergel, in Germania, nelle collezioni museali. La maggior parte di essi sono etichettati come Plateosaurus, non appartenenti alla specie tipo e, eventualmente, non appartengono nemmeno a Plateosaurus. Parte di questo materiale non è diagnostico; altro materiale è stato riconosciuto essere diverso, ma non è mai stato sufficientemente descritto.

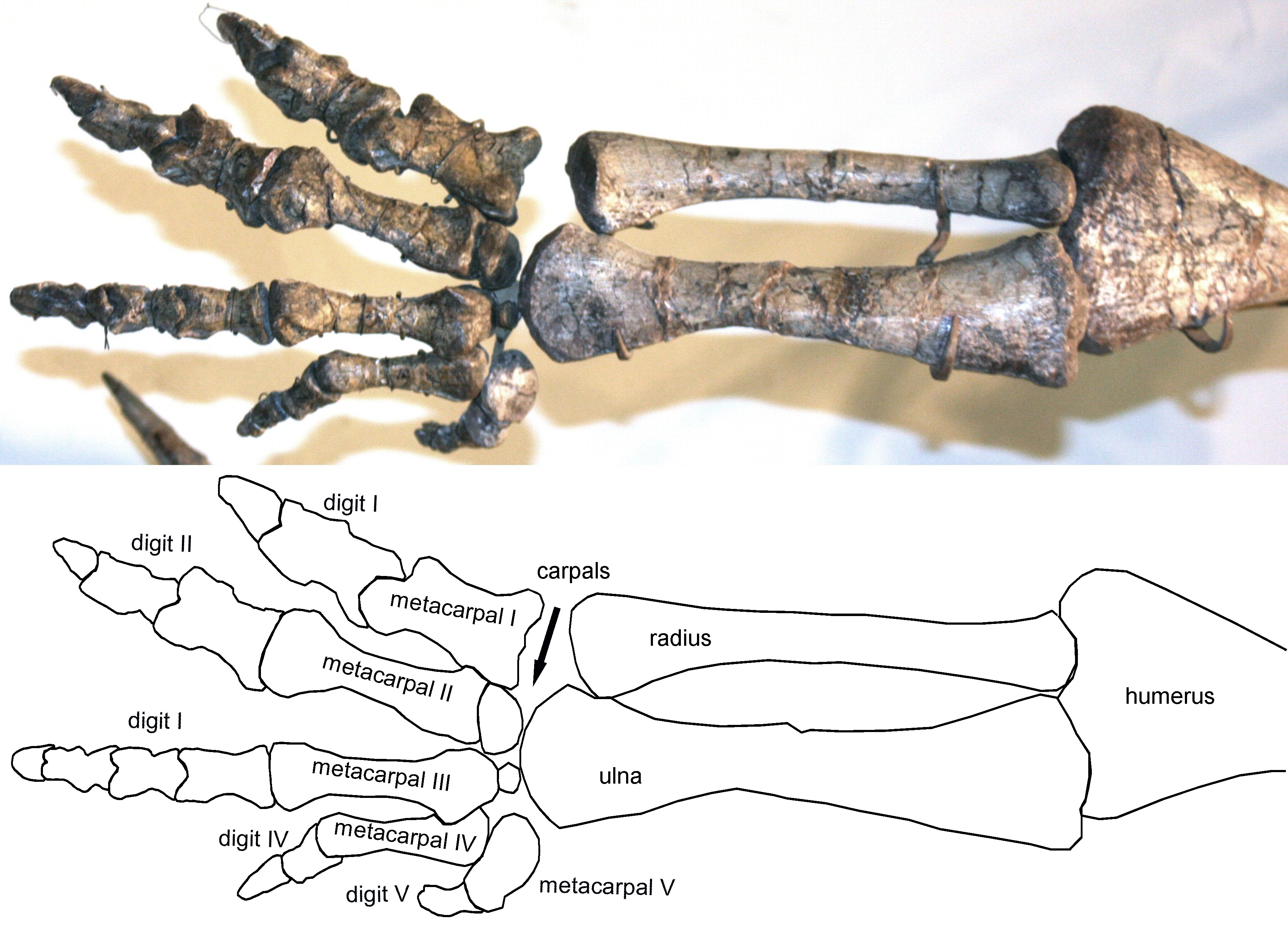
Arto anteriore sinistro di Plateosaurus

## Storia della scoperta

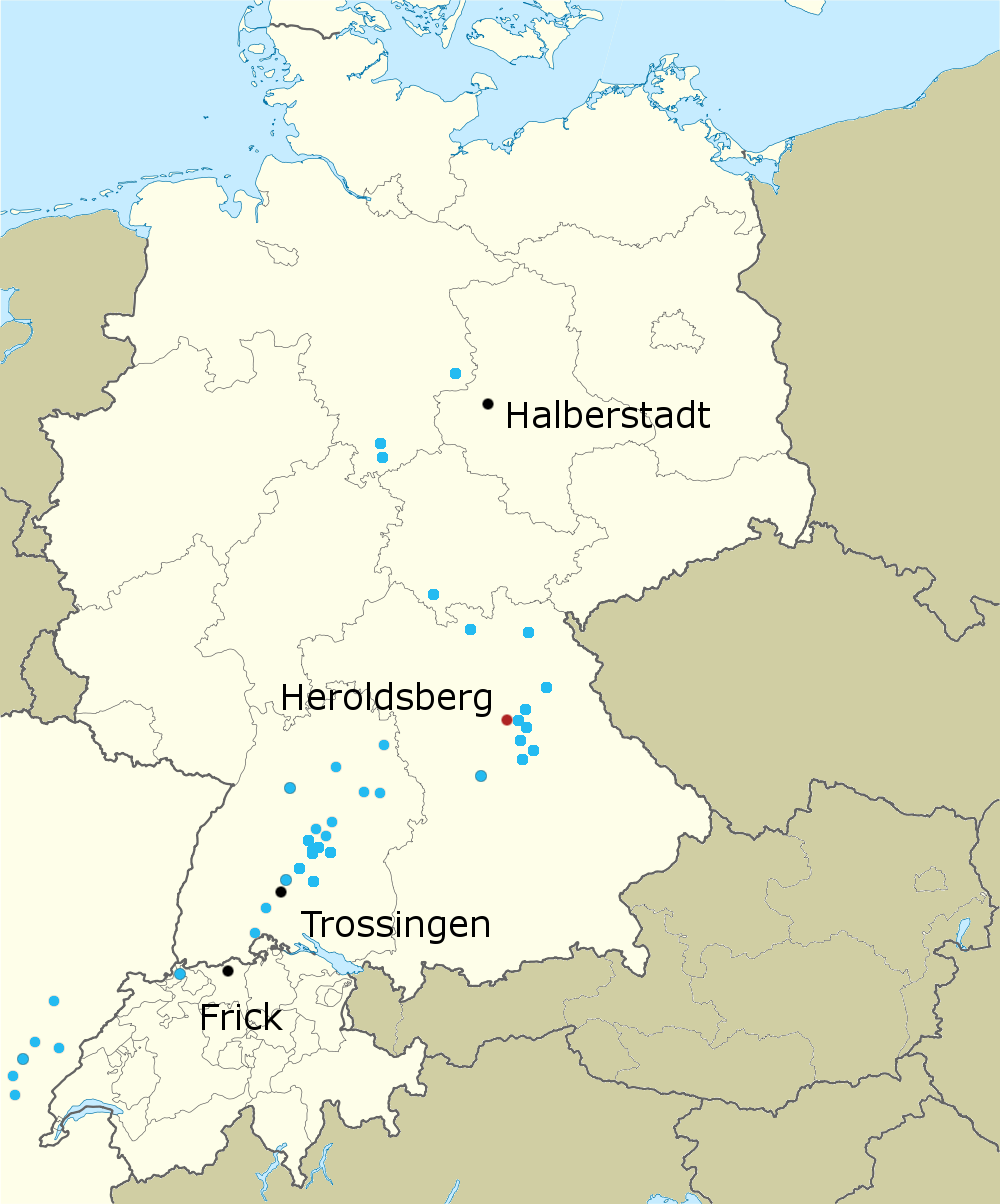
Mappa delle località dei più importanti ritrovamenti di Plateosaurus. Rosso= probabile località tipo Heroldsberg; Nero= siti importanti con molti esemplari ben conservati. Blu= Altre località in blu.

Nel 1834, il medico Johann Friedrich Engelhardt scoprì alcune vertebre e ossa delle gambe a Heroldsberg, nei pressi di Norimberga, in Germania. Tre anni più tardi, il paleontologo tedesco Hermann von Meyer, designò questo nuovo esemplare tipo come un nuovo genere, appunto Plateosaurus. Da allora, sono stati ritrovati più di 100 esemplari, in varie località europee.
Il materiale assegnato a Plateosaurus è stato ritrovato in più di 50 località della Germania (principalmente lungo le valli fluviali di Neckar e di Pegnitz), in Svizzera (Frick) e in Francia. Queste tre località sono di particolare importanza, in quanto hanno restituito esemplari in ottimo stato: soprattutto vicino ad Halberstadt in Sassonia-Anhalt, in Germania; Trossingen in Baden-Württemberg, in Germania e a Frick.
 Tra gli anni 1910 e 1930, gli scavi in una cava di argilla in Sassonia-Anhalt hanno rivelato tra i 39 e i 50 scheletri appartenuti a Plateosaurus, insieme ai denti e alle ossa del teropode Liliensternus, oltre che a due scheletri della tartaruga Proganochelys. Una parte del materiale scoperto è stata assegnata alla specie P. longiceps, una specie descritta dal paleontologo Otto Jaekel, nel 1914, ma ora è considerato un sinonimo junior di P. engelhardti. La maggior parte del materiale ritrovato è conservato nel Museum für Naturkunde, di Berlino, dove gran parte delle ossa è stata distrutta durante la seconda guerra mondiale. La cava di Halberstadt oggi è coperta da una lottizzazione.

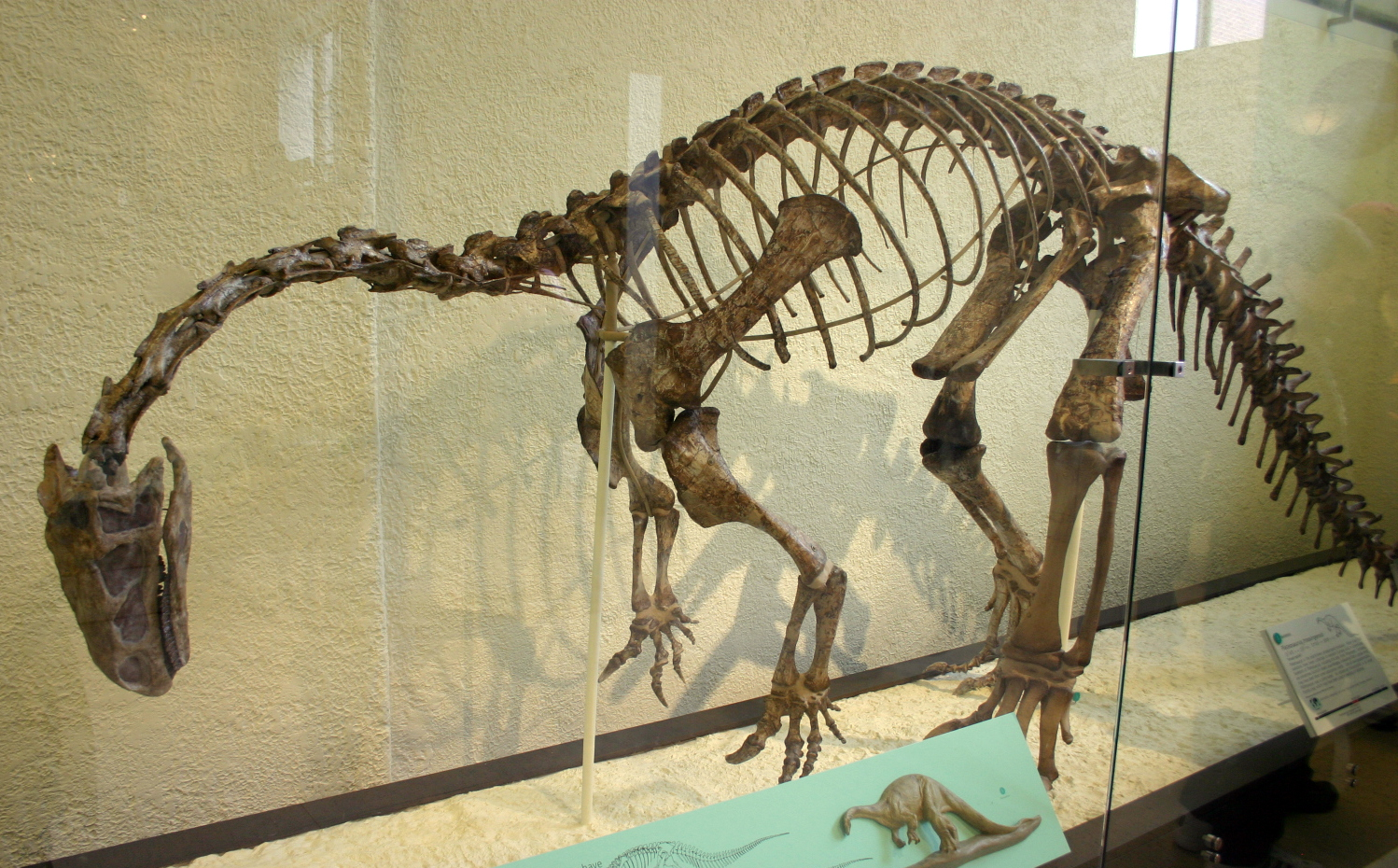
Scheletro montato di P. engelhardti (esemplare quasi completo, AMNH FARB 6810, da Trossingen, Germania)

Una seconda importante località tedesca dove sono stati ritrovati i fossili di P. engelhardti, era la cava di Trossingen nella Foresta Nera, dove si sono estratti vari esemplari durante il XX secolo. Tra il 1911 e il 1932, gli scavi per sei stagioni sul campo, guidati dai paleontologi tedeschi Eberhard Fraas (1911-1912), Friedrich von Huene (1921 -23), e Reinhold Seemann (1932), ha portato alla luce un totale di 35 scheletri completi o parzialmente completi di Plateosaurus, nonché resti frammentari di circa 70 o più individui. Il gran numero di campioni dalla Svevia, aveva valso al dinosauro il soprannome di Schwäbischer Lindwurm (parola sveva per lindworm). Gran parte del materiale di Trossingen è stato distrutto nel 1944, quando il Naturaliensammlung di Stoccarda (predecessore del Museo di Stato di Storia Naturale di Stoccarda (SMNS)) fu raso al suolo dopo un bombardamento alleato. Per fortuna, però, uno studio del 2011 da parte del curatore Rainer Schoch ha scoperto che, almeno dei reperti dello scavo del 1932, era ancora riconoscibile.
Nel 1976, furono invece ritrovati alcuni scheletri di Plateosaurus in una cava di argilla della Tonwerke Keller AG, a Frick, in Svizzera. Tuttavia la maggior parte delle ossa erano significativamente deformate dai processi tafonomici.

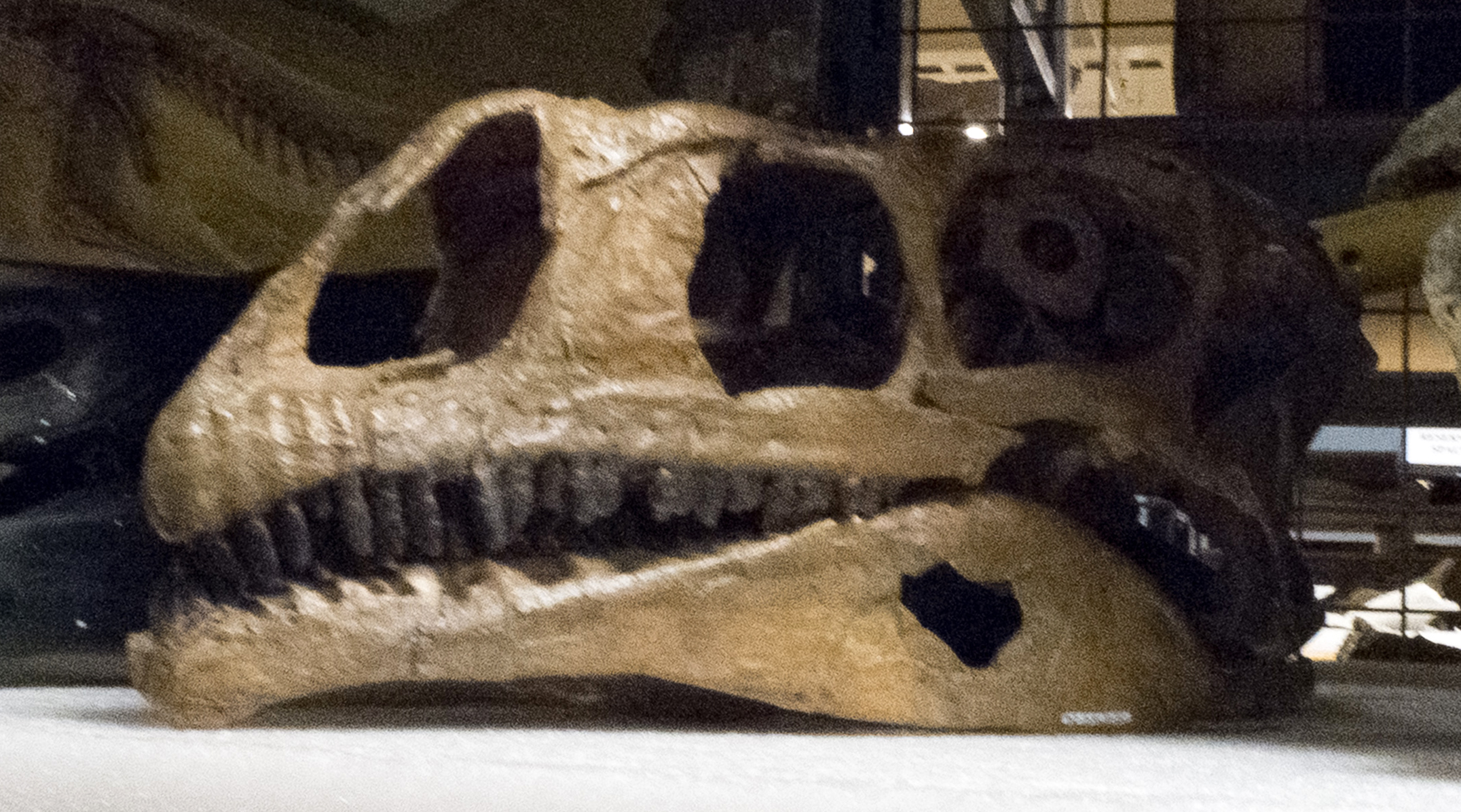
Cranio di P. gracilis

Nel 1997, i lavoratori di una piattaforma petrolifera del giacimento di petrolio Snorre, situato all'estremità settentrionale del Mare del Nord, stavano attuando una perforazione attraverso l'arenaria per un'esplorazione petrolifera, quando si imbatterono in un fossile che credevano di essere materiale vegetale. La carota, contenente il fossile, fu estratta da appena 2.256 metri (7.402 piedi) al di sotto del fondale marino. Martin Sander e Nicole Klein, paleontologi della Università di Bonn, hanno analizzato la microstruttura delle ossa e hanno concluso che la roccia conservava del tessuto osseo fibroso del frammento di un osso di un arto appartenente a Plateosaurus, il che lo rendeva anche il primo dinosauro ritrovato in Norvegia. Ulteriore materiale fossile di Plateosaurus è poi stato ritrovato anche nella Formazione Fleming, in un fiordo della Groenlandia orientale.
La specie Plateosaurus gracilis, la specie più antica, è stata rinvenuta nella formazione Löwenstein (risalente al basso Norico). Il P. engelhardti deriva, invece, dalla superiore Formazione Löwenstein (risalente al'alto Norico), dalla Formazione Trossingen (alto Norico), e da un'unità di roccia equivalente a questa età. Quindi il Plateosaurus ha vissuto, probabilmente, da circa 214 a 204 milioni di anni fa.